# جوجهی
جوجهی، روستایی است از توابع بخش صومای برادوست، در شهرستان ارومیه استان آذربایجان غربی ایران است.اكثرجمعيت اين روستا ازطايفه جمعه ايي هستنند٠

## جمعیت
این روستا در دهستان صومای جنوبی قرار داشته و بر اساس سرشماری سال ۱۳۸۵ جمعیت آن ۹۲۰ نفر (۱۲۹ خانوار)
بوده است.